# 리버스 크루
리버스 크루(Rivers Crew)는 대한민국의 힙합 크루이다. 1997년 결성되었으며, 한국의 최초의 힙합 크루로 인정 받고 있다. 모토는 "힙합의 기본 뿌리에 중심을 두고 그 올바른 전통을 배워나가 그 시초의 움직임을 실천"하며 "그 움직임을 재해석하여 현시대에 알맞은 새로운 움직"이는 것으로, 그들의 스타일을 브랜드 뉴 올드 스쿨로 정의하고 있다. 2017년에 리버스크루 창단 20주년을 맞는다.

## 활동 분야
Rivers Crew에는 랩, 디스크자키, 그래피티, 비보잉 등 힙합의 거의 모든 요소에 종사하는 사람들이 모여있다. 그 중에서 가장 큰 비중을 차지하는 것은 비보잉으로, 1999년 한국 최초의 배틀 대회를 연 데 이어, 2000년부터는 각종 비보이 대회에 출전해 현재는 세계적 대회에서의 우승 경력도 있다. 또한 일부 멤버들은 'Mighty Zulu Kingz'에도 속해 있고, 미국, 캐나다 등 북미권에서도 활발한 져지 활동, 배틀 활동 등을 해나가고 있다.

## 멤버
- Superman IVY (= Jazzy Ivy) (김대각) (a.k.a. 각나그네 ; 현재는 해외에 거주 중이며 개인적인 사정으로 거의 활동하지 않고 있다.)
- Physicx (김효근)
- C4 (조충훈)
- Marine (서덕우)
- Jo.T (조태원)
- Supa Zilla (우진원)
- Mob (송정도)
- Born (유현)
- Bang Roc (김현진)
- Red Foot (박상윤)
- Tatoo
- Krush (양기연)
- Jade (옥지영)
- Wild Dot (조영재)
- Benny Ben (박동훈)
- Phoenix (이제웅) (a.k.a. Phynxxx) (DJ, 프로듀서 활동 겸함 ; SWDS 소속)
- Nauty One(임승환) (DJ 활동 겸함 ; SWDS 소속)
- Shinobi (신태종)
- Goblin (김정섭)
- Gonzo (김형식) (= Mr.Gonzo = Road Runner)
- Wangkko (황초예)

### 탈퇴한 멤버
- DJ Wreckx (최재화)
- Beatbox 은준 (이은준)

## 경력

### 대회 경력

#### 국내 대회
- 2000년 United Korea Battle 1, 2회 우승
- 2000년 M.NET 배틀대회 우승
- 2000년 ITV 댄스댄스 대격돌 최종 파이널 우승
- 2001년 B-Boy Jam 우승
- 2004년 SK B-Boy Battle 우승
- 2004년 프리스타일 배틀 모드 VOL.3, 5, 7, 8 우승
- 2004년 리바이스 3:3 배틀 우승
- 2005년 B-Boy Unit 7 우승
- 2005년 리바이스 Battle Master 우승
- 2006년 B-Boy Unit 8 한국대표 출전 3위
- 2006년 KBS Armory Cup Korea 우승
- 2006년 Battle of the Year Korea 준우승
- 2006년 B-Boy Challenge 6 우승
- 2007년 B-Boy Unit 9 한국예선 우승
- 2007년 B-Boy Unit International 3위
- 2007년 R-16 KOREA 본선 우승

#### 국제 대회
- 2001년 독일 Battle of the Year 초청
- 2001년 필리핀 마닐라 아이오 뮤직 댄스 대회 한국대표
- 2002년 일본 Freestyle Session 2위
- 2002년 영국 UK B-Boy Championship 우승
- 2003년 영국 UK B-Boy Championship 준우승
- 2003년 일본 Freestyle Session 한국 대표
- 2004년 영국 UK B-Boy Championship 우승
- 2004년 영국 UK B-Boy Championship 솔로 부문 우승 (김효근)
- 2004년 프랑스 Hiphop Planet 우승
- 2004년 중국 TBC Party 우승
- 2005년 프랑스 Ground Control 우승
- 2005년 독일 Red Bull BC ONE 참가
- 2005년 네덜란드 I.B.E 한국 대표 참가
- 2005년 영국 UK B-Boy Championship 우승
- 2007년 프랑스 B-Girl 배틀 한국 대표
- 2007년 프랑스 B-Boy World Cup 한국 대표
- 2007년 폴란드 3:3 배틀 3위

### 그 외 활동

#### 공연
- 2000년부터 Rivers Crew 공연 (현재까지 3회)
- 2004년 아시아 댄스 페스티발 d.o.s.i 공연 게스트 출연
- 2005년 영국 Breakin' Conventions 비보잉 공연
- 2005년 온게임넷 스타크래프트 리그 결승 오프닝 공연
- 2005년 MTV SKY 인디그라운드 락페스티벌 오프닝공연
- 2005년 SBS 슈퍼모델 선발대회 오프닝 공연
- 2005년 온게임넷 연말시상식 축하 공연
- 2005년 Street Jam vol.5 오픈 게스트 쇼
- 2006년 프랑스 Ground Control 쇼케이스
- 2006년 중국 청도 SBS 슈퍼 콘서트 게스트
- 2006년 영국 Breakin' Convention 비보잉 공연
- 2006년 SBS 가요대상 공연
- 2006년 KBS 가는해 오는해 축하공연
- 2007년 미국 뉴욕 UN총회 축하의 밤 한국 홍보 대사 공연
- 2007년 KRS-ONE 영국 콘서트 게스트
- 2007년 리버스 크루 10주년 공연

#### 방송
- 1999년 hy 비트업 CF 메인모델
- 2000년 ITV 리얼 다큐 “댄스불패”6개월 출연
- 2000년 M.NET 힙합 더 바이브 다수출연
- 2001년 러시아워 2 O.S.T. 뮤직비디오출연
- 2002년 스니커즈 CF 출연
- 2003년 삼성전자 애니콜 CF 출연
- 2003년 MBC 희로애락 출연
- 2004년 MBC 생방송 화제집중 출연
- 2005년 KBS 생방송 세상의 아침 출연
- 2005년 KBS 스펀지 출연
- 2006년 SBS 비보이 수호천사로 날다 출연
- 2006년 스쿨룩스 CF 출연
- 2006년 나이키 CF출연
- 2006년 SBS X맨을 찾아라 출연
- 2007년 KBS VJ 특공대 출연
- 2007년 펩시 후원계약
- 2007년 Nike와 전속 계약
- 2007년 중국 북경 CCTV 출연
- 2008년 SBS 라인업 출연

#### 기타
- 1999년~2000년 한국 최초의 배틀 대회 주최 (3회)
- 2002년 Rivers Crew 비디오 미국 출시
- 2003년~2004년 리복 의상 협찬 계약
- 2006년 빅뱅 안무 지도
- 2006년 최여진 뮤직비디오 출연
- 2006년 빅뱅 뮤직비디오 출연
- 2007년 한.중.일. Korea Sparkling 홍보 대사
- 2007년 Rivers Crew 10주년 DVD 출시
- 2015년 R-16 한국예선(의정부) DJ 활동(Phynxxx a.k.a. Phoenix(이제웅))